# Крюкова, Нила Валерьевна
Нила Валерьевна Крю́кова (укр. Ніла Валеріївна Крюкова; 14 ноября 1943 года, Поповка — 5 октября 2018 года, Киев) — советская и украинская актриса, Герой Украины (2008 год), Народная артистка Украинской ССР (1985 год).

## Биография
Неонила родилась 14 ноября 1943 года на оккупированной территории УССР в селе Поповка (ныне Кировоградская область, Украина).
Окончила Киевский государственный институт театрального искусства имени И. К. Карпенко-Карого (1967 год). После его окончания работала в театре «Слово» при Союзе писателей Украины.
В советском кино с 1966 года. В 1967—1975 годах актриса Полтавского музыкально-драматического театра имени Н. Гоголя. Затем работала в Киевской филармонии (1975—2008 годах), мастер разговорного жанра.
В 1986 году Нила Валерьевна одна из первых выступила в Чернобыле после аварии на АЭС. В октябре 1990 года приняла участие в так называемой «студенческой акции протеста» на Киевском майдане.
Была тяжело больна с 2006 года, прикована к инвалидной коляске. Проживала в Киеве с мужем, народным артистом Украины Анатолием Барчуком (1939—2015 годы), дочерью (журналисткой Мирославой Барчук) и внуком Иваном.
Скончалась 5 октября 2018 года. Похоронена на Байковом кладбище.

## Награды и звания
- Герой Украины (с вручением ордена Державы, 20 августа 2008 года — за выдающиеся личные заслуги перед Украинским государством в развитии национальной культуры, вдохновенную творческую и жизнеутверждающую художественную деятельность)
- Орден князя Ярослава Мудрого V степени (2006 год)[2]
- Государственной премии Украины имени Т. Г. Шевченко (1989) — за концертные программы (1986—1989)
- Почётная грамота Кабинета министров Украины (17 сентября 2003 года)
- Народная артистка УССР (1985 год)

## Фильмография
- 1966 год — «Бурьян»
- 1967 год — «На Киевском направлении» — Анна
- 1972 год — «Пропавшая грамота»
- 1996 год — Кайдашева семья (Украина) — баба Параска